# Eeva-Liisa Manner
Eeva-Liisa Manner, född 5 december 1921 i Helsingfors, död 7 juli 1995 i Tammerfors, var en finsk författare och centralgestalt inom 1950-talets finska modernism.
Manner gav ut romaner och skådespel, men utmärkte sig särskilt som en förnyare av det lyriska språket och den lyriska formen i Finland. Hon arbetade i försäkringsbranschen och på förlag, och debuterade 1944. Bland hennes viktigaste verk märks Tämä matka ("Denna resa", 1956) och Kuolleet vedet ("Döda vatten", 1977). Hon var också en flitig översättare från tyska, svenska och engelska och översatte bland annat William Shakespeare, Georg Büchner och Tomas Tranströmer.
På svenska finns dikturvalen Lekar för enslingar och Befria din kärlek ur leran samt romanen Mainakes hundar, som skildrar politisk brutalitet i ett sydamerikanskt land.